# 六花の勇者
『六花の勇者』（ろっかのゆうしゃ）は、山形石雄による日本のライトノベル。イラストは宮城。スーパーダッシュ文庫（集英社）より2011年8月から刊行されている。「みんなで選ぶベストラノベ2011」ではインパクト部門で6位を獲得している。第1回ラノベ好き書店員大賞にて5位を獲得している。『このライトノベルがすごい!』作品部門では2013年版で3位、2014年版で8位を獲得した。2015年6月時点で累計発行部数は30万部を記録している。
メディアミックスとして、『スーパーダッシュ&ゴー!』およびWeb公式サイトにて作画・戸流ケイによるコミカライズ版が連載された。2015年7月から9月までテレビアニメが放送された。

## あらすじ
1千年前、世界を破滅に追いやった魔神と呼ばれる存在が、一輪の花を武器とした聖者によって封じられた。一輪の花の聖者は「いつか魔神は蘇るが、そのとき自分の力を受け継いだ六人の勇者が現れて魔神を封じるだろう」と予言を残した。その予言通り過去二度に渡って魔神が目覚めたが、運命の神に選ばれた6人の勇者により復活は阻止された。
そして今、三度目の魔神復活を前に、勇者たちが集結する。だが、その体に六花の紋章が浮かび上がった勇者はなぜか、7人存在した。しかも勇者たちを狙う敵を妨害するための霧幻結界を悪用され、7人全員が森に閉じ込められてしまう。7人の中の誰かが敵であることに気付いた勇者たちは、互いに疑心暗鬼に陥る。
勇者の1人、地上最強を自称する少年アドレットは、密室状態だった結界を起動する仕掛けに唯一触れられたことから、最有力の容疑者となってしまう。本来は仲間であるはずの6人から追われながら、アドレットは7人目の策略の解明に挑む。

## 登場人物

### 六花の勇者
アドレット・マイア
声 - 斉藤壮馬、沢城みゆき（幼少期）
本作の主人公。「地上最強の男」を自称する18歳の少年。ストーリー上における探偵役を務める。
テグネウの策略により村を滅ぼされ友と姉を失って、アトロ・スパイカーに弟子入りして過酷な修業に明け暮れ、ただ一人アトロの修業をやり遂げた。不意打ちを主体とした剣術と自作の秘密道具を組み合わせた戦技と、類まれなる頭脳と機転を武器に窮地を脱出する。しかしその邪道ともいえる戦闘法では、ルールのあるピエナ神前武闘会では勝てないと判断して武闘会に乱入することで運命神に自らの力を示すが、それにより「卑劣戦士」と呼ばれるようになる。
戦闘の才能はアトロの弟子の中でも最も劣っていて、まともに戦えば他の六花の勇者に大きく劣る。「地上最強」を口にするのはそれでも諦めない決意のようなものでフレミーからは「不安になると自分は地上最強だと言い出す」と指摘されている。
自分が六花の勇者であることを信じていたが、実はテグネウが7つ目の紋章を制御する道具を使って用意した偽の勇者である。幼少の段階でテグネウから自分の計画を遂行するにふさわしい人間と目をつけられてしまっていた。村を滅ぼされたのも凶魔を憎み六花の勇者を目指して修業するような人間として育つよう促すためだった。紋章はテグネウが一輪の聖者から奪ったものであり、六花の勇者のものとは別の目的で造られた紋章。ナッシェタニアのものと違い時間が停止していないため六花の勇者が死亡すると花弁が欠ける機能もある。現在の性格もテグネウの洗脳の影響で形成されたものに過ぎず、本来は村を滅ぼされた復讐以外に興味はなく、その障害となるなら誰であろうと排除する凶暴な人格の持ち主。
テグネウから、師であるアトロ・スパイカーも含め自分が知らず知らずのうちに手駒になっていたこと、さらに「人間の愛を操る力」によりフレミーを愛するよう仕向けられ、さらには姉シェトラの命を奪ったのがフレミーであったことを知りフレミーから気持ちが離れる。
著者・山形石雄は構想の段階で「弱い主人公」と決めており、弱いのであればそれと反対方向に特徴をつけるために「自称地上最強」を名乗る設定にした。なお、当初は悪いキャラクターにする予定だったとのこと。
ナッシェタニア・ルーイ・ピエナ・アウグストラ
声 - 日笠陽子
本作のヒロインの一人。「刃」の神の力を持つ聖者。ピエナ王国の第一王女にしてピエナ最強の剣士。虚空から刃を召喚することができる。武器は細剣で兎を模した兜と白い鎧に身を包む。自由奔放でいたずら好きだが、強いカリスマ性の持ち主。しかしその正体は偽の勇者にしてドズーの同志。2代目の六花の勇者であったハユハ・プレッシオは時を止める能力で自分の紋章の時間を止めドズーに与えていたため、この紋章を使って偽の勇者になることができた。ドズーと結託し50万人の人間の犠牲と引き換えに凶魔との共存を目指している。凶魔と融合しているため、姿が消えたように錯覚させる見隠しの能力を使うことが可能。性格は身勝手で自分の裏切りを棚に上げて人を非難し、相手の気持ちを全く考えず利己的な発言が多く、モーラからは「冷酷なうえに恐ろしく身勝手」と評されている。アドレットが最初に疑われるよう仕組んだ張本人であり、「太陽」の聖者リウラを利用して神殿の結界が起動したように偽装しアドレットが偽の勇者であるかのように仕立て上げようとしていた。アドレットにより結界のトリックを暴かれ、ハンスとチャモによって自身の正体も明かされてしまい失敗。「50万人の犠牲で人類と凶魔を和睦させる」と目的を明かすが、六花の勇者たちには受け入れられず撤退する。ドズーと合流した後にカーグイックの配下と戦い手駒となる配下の凶魔を全て失う。自身もテグネウに捕まって左腕を失うが、ゴルドフの救援によりテグネウとカーグイックを倒すまでは六花の勇者と共闘することになる。
著者は構想当初から王族が敵だったという展開を考えており、担当編集者との打ち合わせでその敵が少女であればインパクトがあるということからナッシェタニアが誕生した。
フレミー・スピッドロウ
声 - 悠木碧
本作のヒロインの一人。「火薬」の神の力を持つ聖者。白髪に右目が桃色で左目が青のヘテロクロミアの儚げな少女。武装は銃と爆弾。凶魔の母と人間の父とのハーフで、元々はテグネウの命令で六花の勇者の候補者を殺害していた。しかしチャモに負けたことで用済みになり、母親を含めた凶魔たちに殺されそうになったため、復讐のため魔神を倒すことを決意する。他者を寄せ付けない刺々しい気性の持ち主だが、アドレットに同行するうちに彼に対して強い信頼と想いを抱く。弾丸となる金属球を手に持つことで、それに薬莢と火薬を組み合わせた「銃弾」へと変えることができる。テグネウの「人間の愛を操る力」が解除され、アドレットから「フレミーを殺せば簡単に勝てた」という言葉を聞き、気持ちがもう自分にはないことを知る。父親はフレミーが産まれてすぐに用済みという理由で凶魔に殺されており、彼女自身はそれを母親や周囲から聞かされている。
テグネウの切り札「黒の徒花」でもあり、六花の紋章を含めた一輪の聖者の力を吸収する聖具でもある。凶魔を憎み本物の六花の勇者になるように仕向けられたのは、聖具としての能力発動には六花と接触する必要があったためである。
ハンス・ハンプティ
声 - 鈴村健一
猫の動きを真似た特殊な剣術を使う殺し屋。武器は鉈のような2本の剣。知力・戦闘能力共に六花の勇者の中でもトップクラスで、アドレットを始めとした味方や敵からも実力を認められている。なまりに猫口調がまざった不思議なしゃべり方で、普段はふざけた態度をとっているが、時折戦闘を好む冷酷な一面を見せる。しかし、自分勝手な六花の勇者たちのなかでは他者を気遣うなど人情家な面もある。
著者の中では構想当初から強いキャラクターであることが大前提であった。そこで猫は実際は「肉食で優秀なハンター」であることから、猫の鳴きまねをしながら戦う剣士という設定が誕生した。
モーラ・チェスター
声 - 佐藤利奈
「山」の神の力を持つ聖者。聖者を統括する万天神殿の長。武装は鉄甲。千里眼や山の精気を使った傷の治療、やまびこで声を遠方に届けるなどの能力を持つ。文武両道で経験と実力も豊富な年長の勇者だが、生真面目に過ぎる性格と一度思い込んだらなかなか修正が利かない頑固さが欠点。
著者は最初に勇者の中で仮リーダーが必要だと考え、どのようなキャラクターにすべきかと考えていった結果最終的にモーラが誕生した。
チャモ・ロッソ
声 - 加隈亜衣
「沼」の神の力を持つ聖者。14歳の最年少ながら一輪の聖者を除けば史上最強とも言われる実力者だが、性格は傲慢で、協調性がない子供そのもの。加えて子供特有の残酷さを持ち、破壊と殺戮に対してなんの躊躇いも持っていない。自らの体内に水棲の凶魔を飼いならし使役する。かつてフレミーと戦い勝利するが、殺し損ねたことに腹を立てており、ことあるごとにフレミーが七人目だと主張する。
著者はギャップをかなり狙ったキャラとして挙げており、能力を考えた後にその能力を少女が使ったら面白いと思ったことから最終的にチャモが誕生した。
ゴルドフ・アウオーラ
声 - 内山昂輝
ピエナ王国軍黒角騎士団随一の騎士。16歳という若さに似合わない屈強な肉体と厳しい顔立ちをした槍戦士で羊を模した兜と黒い鎧に身を包む。ナッシェタニアでさえ未だに勝ったことがないほどの実力を有するピエナ最強の騎士だが、精神面は未熟なところがある。ナッシェタニアに強い忠誠を誓う。
ロロニア・マンチェッタ
声 - 金元寿子
「鮮血」の神の力を持つ聖者。自身の血液を染み込ませた鞭を自在に操るほか、血液操作による治癒力の増幅や血液をなめた相手の情報を得るなどの能力を持つ。常にオドオドしている気弱な少女なため、戦闘の際は言葉遣いを荒らげて自らを奮い立たせる。元々は「鮮血」の神殿で下働きをしていた孤児だったが、聖者に選ばれて才能を見出したモーラから指導を受けていた。一時期アトロのもとで指導を受けていたことがありアドレットとは知り合い。

### その他の人間
アトロ・スパイカー
声 - 大木民夫
アドレットの師匠。人里離れた洞窟に住み、凶魔への対抗手段として、様々な武器・防具・道具などの発明に収まらず、剣術・武術・科学など幅広く研究をしている。凶魔退治の専門家として有名で国王などから命じられて弟子入りする者は多いが、あまりの修業の過酷さから、数か月持たずに去っていくという。修業をやり遂げた者は、アドレットただ一人である。非常に博識であり、凶魔の弱点などにも精通しているなど、作中で何度も語られるように非常に謎の多い人物である。
ウィロン・コート
「塩」の神の力を持つ聖者。単純で直情的だが、裏表のない誠実な性格。凶魔を払う結界を作成する力のほかに、殴ったものを塩に変える力を会得しているため戦闘能力も高い。モーラの友人で聖者の中では最も信頼されて神殿長代理を務める。ロロニアに言葉遣いを荒らげて自らを奮い立たせることを教えた。
アスレイ
「氷」の神の力を持つ聖者。聖者の中ではチャモに次ぐ実力者で、六花の勇者候補と言われていたがフレミーに殺害される。
トウロウ・メイナス
「薬」の神の力を持つ聖者。世界を旅し救いを求めるものに分け隔てなく治療する聖人と有名でモーラからも尊敬されているが、ハンスを使って万天神殿に仇なす者を抹殺するなど非情な面もある。
マームアンナ・ケインズ
「言葉」の神の力を持つ聖者。派手な化粧に怠惰な風情を漂わせる。言葉の真偽を見破り、誓いを破ったものに代償を支払わせる能力を持つ。
リウラ
「太陽」の神の力を持つ聖者。万天神殿の先代の長。天から熱線を放つ能力を持ち1人で10を超える城を落としチャモが聖者になるまでは当代最強の聖者と呼ばれていたが、現在は老齢で戦えない。
フォルマー
700年前の六花の勇者。英雄王と呼ばれてリーダーを務めていた。魔神の封印後、ゾーフレアと一騎討ちを行い死亡した。
バーナ
700年前の六花の勇者。弓の使い手で弓聖と呼ばれる。魔神の封印後、戦いの記録文書バーナ戦記を残している。
ハユハ・プレッシオ
300年前の六花の勇者。「時」の神の力を持つ聖者。触れたものの時間を操る力と過去を見る力を持つ。歴代の聖者の中でも桁外れの実力者で魔神撃破の最大の立役者と言われているが、性格は気まぐれで自分勝手な行動で人格は好ましくなかったと伝えられている。魔神の封印後、魔哭領に戻りカーグイック、テグネウ、ドズーの三体と共に魔神の正体を調べていたが5年後に死亡する。
マーリィ
300年前の六花の勇者。「刃」の神の力を持つ聖者。魔神の封印後、戦いの記録文書を残している。

### 統率者
最も強大な力と知性を持つ3体の凶魔。元々は友人関係でお互いに名前を付け、協力して2代目の六花の勇者と戦ったが、魔神が封印されて敗北した後、ハユハと共に魔神について調べ、魔神の正体を知ったことで意見が合わなくなり、現在は敵対関係にある。六花の勇者を最も多く倒した者に他の2体は従う契約を交わしている。
テグネウ
声 - 石田彰
凶魔を率いる統領の一体。非常に狡猾な策略家で、凶魔全体の4割を掌握している。思考が極めて独特であり、とらえどころがない。この世で最も強い力は「愛」が持論で、愛情を利用した策を好んで立てる。自分以外は道具と考え、配下は駒扱いで死んでも気にせず、人間を利用して奴隷として扱うほか、部下に人間とのハーフであるフレミーを産ませるなどしているが、この方針からカーグイックと対立している。正体はイチヂクの凶魔であるが、普段は配下である凶魔を操り三枚羽の蜥蜴として生活している。自身を食べた凶魔を強化し操る能力と人間の愛情を操る能力を持つ。産まれた時から魔神に対する忠誠心を一切持たない異形の凶魔で、自分の存在理由が分からず苦悩し、他者を愛する心を手に入れようと他の凶魔を愛するカーグイックとドズーともに行動していたが愛情を手に入れることはできず、いつしか他者を愛することができる存在を憎むようになってしまう。2代目の六花の勇者との戦いにも参加しており、敗北し嘆き悲しむ凶魔たちを見たことで愛情を踏みにじることに快感を覚えるようになった。六花の勇者数人と渡り合える凶魔たちを配下にしている。
カーグイック
凶魔を率いる統領の一体。銀の鬣と装甲を持つ二足歩行の獅子。当代最強の凶魔と言われており、凶魔全体の6割を掌握している。テグネウと対照的に策を使わず真っ向から戦うことを美徳とし、配下は愛すべき子供と呼んで大切にし、人間は関わることも汚らわしい存在と考え、徹底的に見下している。それゆえに人間を利用し、同族さえも駒扱いするテグネウを激しく嫌悪している。その実力は確かであり六花の勇者最強であるチャモが六人いても勝てないとされる。
ドズー
凶魔を率いる統領の一体。柔かい毛並とつぶらな瞳を持つリスを掛け合わせたような犬の凶魔。200年前に魔神から離反した反逆者でテグネウとカーグイックから敵視されており、魔哭領を離れ少数の配下と共に人間社会に潜伏している。魔神を代替わりさせて新しい魔神を使って人間の世界へ侵攻して世界を一つにまとめ人間と凶魔が共存する世界を造ろうとしている。
口調は丁寧で礼儀正しいが、目的のためには手段も犠牲も問わない。雷撃を操る力と姿を自在に変える力を持ち戦闘能力はハンスと互角で並みの凶魔よりはるかに強いが、元々は雑魚凶魔だったためか他の統領と比べると見劣りし「相変わらず弱い」とテグネウから馬鹿にされている。他の凶魔を愛する感情を持つ稀有な凶魔で、かつては同じように凶魔を愛するカーグイック、テグネウと友人関係となり協力して二代目の六花の勇者と戦ったが、敗北後に六花の勇者の一人だったハユハと共に魔神の正体を調べることになり、魔神の正体を知ったことで魔神に対する忠誠心を失い「醜く狂った化け物」と嫌悪するようになった。カーグイック、テグネウと対立しており、現在では六花の勇者を最も多く殺害したものに他の二者は従う契約を結んでいる。ハユハから受け取った六花の紋章を同志のナッシェタニアに与え、六花の勇者を殺害させる計画を立てるが失敗。その後はカーグイックの配下に手勢を全滅させられてしまい窮地に陥る。カーグイック、テグネウを倒すまでという条件で六花の勇者と手を組むことになるが、テグネウとの戦闘の最中に六花の勇者を裏切ることも真剣に考えており、六花の勇者は手駒としか考えていない。

### 特質凶具
テグネウの指示の下で自らを進化させ独自の能力を手に入れた凶魔。名前は付けられず番号で呼ばれる。
二番
鳥の凶魔。能力は速く飛ぶことで伝令と斥候を務める。役割の性質上テグネウの側近として策の全貌を知る。
六番
蟻の凶魔。腹が大きく膨れていて、手足は細く、胸も頭も小さい。腹には人間の乳房らしきものが付いている。能力は人間と交わり子供を産むことで、フレミーの母親。テグネウの意向から表に出すことはないが、娘であるフレミーのことを本心から愛しており、魔神の復活によってフレミーが他の凶魔たちにも受け入れてもらえると信じている。
九番
巨大な虫の凶魔。寄生体を産みだし人間に取りつかせ音で操る能力を持つ。テグネウ陣営で最強と謳われるが、テグネウからは「廃物利用のため育てた」と軽視されている。
二十四番
針鼠の凶魔。赤と青の二体一組の凶魔で10キロ以内の範囲なら互いに知識や感覚を共有する能力を持つ。
三十一番
蛆虫の凶魔。寄生した聖者の能力を封じる能力を持つ。

### その他の凶魔
魔王ゾーフレア
700年前に凶魔たちを統率していた統領。史上最強の凶魔と言われており、魔神に次ぐ存在として魔王の称号を手に入れている。その配下には、テグネウらしき凶魔もいたという。クジャクの羽根をもつ、鳥とも猫ともつかない不思議な姿で、バーナ戦記によると「生涯見た中でもっとも美しい存在」と書き残されている。魔神の封印後、フォルマーと一騎討ちを行い死亡した。

## 用語
六花の勇者
復活した魔神を封印するため運命の神が選ぶ戦士。選ばれると身体のどこかに6枚の花弁を持つ花の紋章が浮かぶ。勇者が死ぬと紋章の花弁が欠け仲間の生死がわかるようになっている。大陸に30か所ある一輪の聖者が建造した運命神を祭る神殿で力を示した者の中で、最も優れた6人が勇者に選ばれる。一輪の聖者が6つに分けて残した力をそれぞれ受け継ぐため勇者の数は必ず6人と決まっている。
聖者
神の力を宿し超常的な力を操る戦士。1柱の神に対し1人の聖者が存在し聖者が死ぬか力を返上すると他の人間が聖者に選ばれる。女性しか神の力を宿せないため聖者は全員が女性。聖者の血液は凶魔の核を破壊する猛毒となる。「刃」「沼」「大地」などの既存の力のほかに、神殿を造り神を祀ることで新たに「火薬」などの聖者を生み出すことも可能である。
凶魔
魔神の配下である生物。自らの意思で身体を自在に進化させることができ、一種一系統の生物でありながら千差万別の姿と能力を持つ。基本的に人間以外の生き物は襲わない。統領を除く凶魔は複雑な感情がなく人間を殺すことしか考えられず、動物並みの知能の者も多い。主人の命令ひとつで自ら命を絶つほど忠実。
魔哭領
魔神が封印された凶魔たちの本拠地。魔神が放つ瘴毒で覆われ人間は凶魔に寄生されないと生きられないが、六花の紋章があれば瘴毒を無効化できる。そのため魔神を封印できるのは六花の勇者のみ。

## 制作背景
著者・山形石雄は自身の前作『戦う司書』が人間が数多く死ぬ物語だったため、次回作では明るい物語を書きたいという思いから本作の執筆を始めた。「6人いるはずの勇者が7人いる」という発想は萩尾望都による『11人いる！』や小松左京による『十一人』から影響を受けており、本作のミステリー要素は東野圭吾による『聖女の救済』から特に影響を受けているという。

## 既刊一覧

### 小説
- 山形石雄（著）・宮城（イラスト）、集英社〈スーパーダッシュ文庫→ダッシュエックス文庫〉、既刊7巻（2016年3月25日現在）
  - 『六花の勇者』2011年8月30日第1刷発行（8月25日発売[23]）、ISBN 978-4-08-630633-1
  - 『六花の勇者2』2012年4月30日第1刷発行（4月25日発売[24]）、ISBN 978-4-08-630671-3
  - 『六花の勇者3』2012年11月27日第1刷発行（11月22日発売[25]）、ISBN 978-4-08-630710-9
  - 『六花の勇者4』2013年7月30日第1刷発行（7月25日発売[26]）、ISBN 978-4-08-630745-1
  - 『六花の勇者5』2014年11月26日第1刷発行（11月21日発売[27]）、ISBN 978-4-08-631008-6
  - 『六花の勇者6』2015年7月29日第1刷発行（7月24日発売[28]）、ISBN 978-4-08-631056-7
  - 『六花の勇者 Archive1 Don't pray to the flower』2016年3月30日第1刷発行（3月25日発売[29]）、ISBN 978-4-08-631105-2

### 漫画
- 山形石雄（原作）・宮城（キャラクター原案）・戸流ケイ（作画） 『六花の勇者』 集英社、全4巻
  1. 2012年10月25日発売[30]、ISBN 978-4-08-782468-1
  2. 2013年7月25日発売[31]、ISBN 978-4-08-782656-2
  3. 2014年11月21日発売[32]、ISBN 978-4-08-782798-9
  4. 2015年7月24日発売[33]、ISBN 978-4-08-782853-5

## テレビアニメ
2014年11月にテレビアニメ化が発表され、2015年7月から9月までMBSほかにて放送された。

### スタッフ
- 原作 - 山形石雄「六花の勇者」（集英社「ダッシュエックス文庫」刊）
- 原作イラスト - 宮城
- 監督 - 高橋丈夫
- 助監督 - さんぺい聖
- 構成・脚本 - 浦畑達彦
- キャラクターデザイン・総作画監督 - 小磯沙矢香
- サブキャラクターデザイン・総作画監督 - 石原恵治、桜井正明
- プロップデザイン - 岩永悦宜
- モンスターデザイン・コンセプトデザイン - 福島達也
- 美術設定 - 加藤浩
- 美術監督 - 栫ヒロツグ
- 色彩設計 - 佐野ひとみ
- CGプロデューサー - 井野元英二
- 撮影監督 - 井上洋志
- 編集 - 塚常真理子
- 音響監督 - 岩浪美和
- 音楽 - 大島ミチル
- 音楽制作 - ポニーキャニオン
- 音楽プロデューサー - 高畑裕一郎
- エグゼクティブプロデューサー - 笹木孝弘、足立聡史、麻生一宏
- プロデューサー - 石黒達也、高野貴志、矢崎史、藤田敏
- アニメーションプロデューサー - 林瑛介
- アニメーション制作 - パッショーネ
- 製作 - 「六花の勇者」製作委員会

### 主題歌
オープニングテーマ
「Cry for the Truth」（第1話 - 第4話、第12話）
作詞 - RUCCA / 作曲 - 藤田淳平 / 編曲 - 岩橋星実 / 歌 - MICHI
「Black Swallowtail」（第5話 - 第11話）
作詞 - 上木彩矢 / 作曲 - 黒瀬圭亮 / 編曲 - Tom-H@ck / 歌 - UROBOROS
エンディングテーマ
全作詞 - RUCCA / 作曲・編曲 - 藤間仁。
「Secret Sky」（第1話 - 第3話、第8話、第12話）
歌 - MICHI
「Dance in the Fake」（第4話 - 第5話、第10話）
歌 - ナッシェタニア（日笠陽子）
「Nameless Heart」（第6話 - 第7話、第9話、第11話）
歌 - フレミー（悠木碧）

### 評価
アメリカのアニメ評価サイト「Anime Trending」が主催した「第2回 Anime Trending Awards」での結果は以下の通り。
| 部門                                       | 対象                                      | 結果 | 出典   |
| ------------------------------------------ | ----------------------------------------- | ---- | ------ |
| ANIME OF THE YEAR                          | 六花の勇者                                | 4位  | [ 35 ] |
| MAN OF THE YEAR                            | アドレット・マイア                        | 5位  | [ 35 ] |
| GIRL OF THE YEAR                           | フレミー・スピッドロウ                    | 10位 | [ 35 ] |
| COUPLE SHIP OF THE YEAR                    | アドレット・マイア×フレミー・スピッドロウ | 7位  | [ 35 ] |
| BEST IN ADAPTATION                         | 六花の勇者                                | 2位  | [ 35 ] |
| MYSTERY OR PSYCHOLOGICAL ANIME OF THE YEAR | 六花の勇者                                | 1位  | [ 35 ] |

### 各話リスト
| 話数     | サブタイトル   | 絵コンテ          | 演出                         | 作画監督 | 総作画監督                              |
| -------- | -------------- | ----------------- | ---------------------------- | --- | --------------------------------------- |
| 第一話   | 地上最強の男   | 高橋丈夫          | さんぺい聖 重原克也 末田宜史 | 石原恵治、近藤源一郎、橋本英樹 小野田貴之、佐藤麻里那                                                                          | 小磯沙矢香                              |
| 第二話   | 初めての旅     | 高橋成世          | 浅利藤彰                     | 坂本龍典、羽野宏明、岩井優器 冨澤佳也乃、佐野陽子                                                                              | 桜井正明                                |
| 第三話   | 六花殺しの少女 | 島津裕行          | 関暁子                       | 小嶌エリナ | 石原恵治                                |
| 第四話   | 勇者集結       | 末田宜史 高橋成世 | 中邑正 弓越多来頭            | 橋本英樹、小野田貴之、松岡謙治 岡本達明、勝亦祥視                                                                              | 近藤源一郎 桜井正明                     |
| 第五話   | 七人目の勇者   | 高橋丈夫          | 末田宜史                     | 阿部恒 | 小磯沙矢香                              |
| 第六話   | 罠と潰走       | 小島正幸          | 重原克也                     | 橋本英樹、近藤源一郎、常盤健太郎 坂本龍典、滝川和男、青野厚司 中村慎吾、柳瀬譲二                                               | 小磯沙矢香 うのまこと 石原恵治          |
| 第七話   | 二人の理由     | 島津裕行          | 伊藤史夫 重原克也 末田宜史   | 柴田志郎、服部憲知、飯飼一幸                                                                                                   | 小磯沙矢香 桜井正明 近藤源一郎          |
| 第八話   | 凡人と天才     | 迫井政行          | 浅利藤彰 高橋成世            | 小林明美、橋本英樹、後藤圭祐 常盤健太郎、中村慎吾、柳瀬譲二 小野田貴之、依田正彦 満若高代、櫻井祐哉                            | 小磯沙矢香 石原恵治 うのまこと          |
| 第九話   | 疑惑の蕾       | 高橋成世          | 喜多幡徹 森義博              | 小林利充、謝宛倩、糸島雅彦 吉崎雅博、石井ゆみこ、木下由美子                                                                    | 小磯沙矢香 桜井正明 近藤源一郎          |
| 第十話   | 絶体絶命       | 中野典克          | 間島崇宏                     | 小島彰、石井かおり、越後光崇 安田祥子、LEE SANG-MIN                                                                            | 小磯沙矢香 石原恵治 桜井正明            |
| 第十一話 | 反攻           | 紅優 鵜飼ゆうき   | 末田宜史 重原克也            | 柳瀬譲二、北尾勝、依田正彦 常盤健太郎、満若高代、櫻井祐哉 中村真悟、杉山了蔵、高乗陽子 阿部可奈子、櫻井拓郎 藤原利恵、萩原省智 | 小磯沙矢香 石原恵治 桜井正明 近藤源一郎 |
| 第十二話 | 解明の時       | 川尻善昭          | 浅利藤彰 中邑正              | 近藤源一郎、常盤健太郎、岡本達明 後藤圭祐、満若高代、櫻井祐哉 小林しほ子、柳瀬譲二                                             | 小磯沙矢香 石原恵治 桜井正明 近藤源一郎 |

### 放送局
| 放送期間                | 放送時間                     | 放送局   | 対象地域   | 備考                             |
| ----------------------- | ---------------------------- | -------- | ---------- | -------------------------------- |
| 2015年7月5日 - 9月20日  | 日曜 2:58 - 3:28（土曜深夜） | 毎日放送 | 近畿広域圏 | 『アニメシャワー』第3部          |
|                         | 日曜 17:00 - 17:30           | AT-X     | 日本全域   | 製作委員会参加/ リピート放送あり |
| 2015年7月8日 - 9月23日  | 水曜 23:30 - 木曜 0:00       | TOKYO MX | 東京都     |                                  |
| 2015年7月11日 - 9月26日 | 土曜 23:00 - 23:30           | BS11     | 日本全域   | 『ANIME+』枠                     |

| 配信期間                | 配信時間                     | 配信サイト         | 備考                          |
| ----------------------- | ---------------------------- | ------------------ | ----------------------------- |
| 2015年7月9日 - 9月24日  | 木曜 0:00 - 0:30（水曜深夜） | ニコニコ生放送     |                               |
|                         | 木曜 0:00（水曜深夜） 更新   | GYAO!              | 第1話無料、第2話以降1週間無料 |
|                         | 木曜 0:30（水曜深夜） 更新   | ニコニコチャンネル | 第1話無料、第2話以降1週間無料 |
| 2015年7月10日 - 9月25日 | 金曜 0:00（木曜深夜） 更新   | バンダイチャンネル | 第1話無料、第2話以降1週間無料 |
|                         | 金曜 12:00 更新              | dアニメストア      |                               |
| 2015年7月11日 -         | 土曜 12:00 更新              | アニメ放題         |                               |
|                         |                              | U-NEXT             |                               |
| 2015年7月14日 -         | 火曜 12:00 更新              | auアニメパス       |                               |

### BD / DVD
| 巻 | 発売日         | 収録話          | 規格品番   | 規格品番   |
| 巻 | 発売日         | 収録話          | BD         | DVD        |
| -- | -------------- | --------------- | ---------- | ---------- |
| 1  | 2015年9月16日  | 第1話 - 第2話   | PCXG-50491 | PCBG-52801 |
| 2  | 2015年10月21日 | 第3話 - 第4話   | PCXG-50492 | PCBG-52802 |
| 3  | 2015年11月18日 | 第5話 - 第6話   | PCXG-50493 | PCBG-52803 |
| 4  | 2015年12月16日 | 第7話 - 第8話   | PCXG-50494 | PCBG-52804 |
| 5  | 2016年1月6日   | 第9話 - 第10話  | PCXG-50495 | PCBG-52805 |
| 6  | 2016年2月3日   | 第11話 - 第12話 | PCXG-50496 | PCBG-52806 |